# Дозволите да се обратимо
Дозволите да се обратимо је био назив јутарњег програма Југословенске народне армије, који се приказивао недељом ујутро све до почетка деведесетих година двадесетог вијека и распада Југославије.
Емисија Дозволите да се обратимо се приказивала на простору читаве Југославије. У склопу емисије се редовно приказивао један партизански играни филм. Највише пута је био приказан играни филм Саша.
Након распада СФРЈ, емисија је преименована у „Дозволите ...” и под тим именом се емитује и данас.